# Tetraroge niger
Tetraroge niger är en fiskart som först beskrevs av Cuvier 1829.  Tetraroge niger ingår i släktet Tetraroge och familjen Tetrarogidae. IUCN kategoriserar arten globalt som livskraftig. Inga underarter finns listade i Catalogue of Life.